# You Don't Know Jack (videojuego de 1995)
You Don't Know Jack es un videojuego lanzado en 1995 por Jellyvision, quien más tarde se renombraría a Jackbox Games, y es la primera entrega de la serie de videojuegos You Don't Know Jack.

## Historia
Antes de desarrollar You Don't Know Jack, Learn Television era una empresa centrada en películas educativas para niños. La empresa había empezado a experimentar con medios interactivos para la educación como su juego That's a Fact, Jack!, un juego de preguntas y respuestas sobre literatura juvenil que llamó la atención de Berkeley Systems, quienes más tarde se pusieron en contacto con Learn Television.

En una entrevista, Harry Nathan Gottlieb, fundador de Learn Television, que más tarde pasaría a llamarse Jellyvision Games y luego Jackbox Games, compartió la siguiente historia sobre el origen de You Don't Know Jack!:
«Igor Gasowski de Berkeley Systems había visto That's a Fact, Jack! y me preguntó: "Sabes, ¿puedes hacer este mismo tipo de juego de preguntas, pero como entretenimiento para adultos?". (No ese tipo de entretenimiento para adultos... ya sabes, entretenimiento para adultos).
Yo no estaba especialmente interesado en hacerlo, no soy alguien a quien le gusten los juegos de trivialidades. Pero no paraba de molestarme, y entonces tuve una conversación con mi hermano, que era mi compañero de piso de aquel entonces, se llama Tom Gottlieb. Le dije: "¿Cómo podemos hacer que un juego de trivia sea divertido?", porque si pudiéramos hacer que un juego de trivia fuese divertido, entonces estaría bien hacerlo.

Entonces se nos ocurrió esta idea: ¿qué pasaría si pudiéramos combinar la cultura pop y la alta cultura en la misma pregunta? ¿Qué pasaría si hubiera una pregunta sobre Shakespeare y The Brady Bunch? Empezamos a pensar en algunas preguntas para ello y eso nos llevó a este juego llamado You Don't Know Jack, que era un juego de trivia para adultos. Pero era divertido».
Igor Gasowski terminaría siendo el productor ejecutivo del juego.

## Recepción
Las ventas de You Don't Know Jack superaron las 250.000 unidades en mayo de 1996. Según la empresa de investigación de mercado PC Data, fue el 17.º juego de computadora más vendido en los Estados Unidos ese año.
En una reseña de la versión para Macintosh del You Don't Know Jack original, un crítico de Next Generation aclamó la naturaleza social del juego y la presentación ingeniosa. Lo llamó «una obra excelente y moderna» y le dio tres de cinco estrellas. MacUser nombró a You Don't Know Jack el mejor juego de estrategia de 1995. De forma menos favorable, Ed Lomas de Computer and Video Games consideró al título agradable y también sintió que el formato de juego para PC no era adecuado para un «juego de después del bar» como You Don't Know Jack: «no habrá mucha gente que quiera molestarse en configurar su PC después de una sesión de bebida». Para Lomas, tampoco ayudó que los chistes parecieran forzados, «el tipo de humor que solo atraerá a los de 35 que piensan que Hale y Pace son divertidos».
You Don't Know Jack ganó el premio de Computer Gaming World al mejor juego «Clásico/Rompecabezas» de 1995. Los editores escribieron que «es muy divertido ver a la gente fallar en las respuestas en las fiestas» y que «cualquiera que haya querido ver programas de juegos ensartados se divertirá mucho con esto». Ganó el premio al «Juego de rompecabezas del año» de Computer Game Review en 1995. Los editores escribieron: «You Don't Know Jack hizo más que simplemente proporcionar una forma divertida de pasar el tiempo frente a la computadora. También rompió muchas convenciones, incluida la necesidad de gráficos llamativos para tener un juego emocionante». You Don't Know Jack también recibió el premio al «Mejor trabajo de doblaje del año» de Computer Game Review.
En 1996, Computer Gaming World declaró a You Don't Know Jack el 75.º mejor juego de computadora jamás lanzado.

## You Don't Know Jack XL
You Don't Know Jack XL recopila el primer volumen de You Don't Know Jack con un paquete de preguntas adicionales.
You Don't Know Jack XL ganó el premio al «Mejor juego de fiesta» de Macworld en 1996. Steven Levy de la revista escribió: «Cuando se trata de crear un gran juego de fiesta que funcione en la computadora, muchos lo han intentado y la mayoría ha fracasado. Finalmente, impulsado por la energía de MTV y el radar cultural de la Generación X, tenemos a You Don't Know Jack». También ganó los premios Spotlight de 1996 al «Mejor juego de trivia o rompecabezas» y al «Mejor guion, historia o escritura interactiva» de la Game Developers Conference. El juego recibió una puntuación de 4,5 de 5 de MacUser, cuyos editores lo nombraron uno de los 50 mejores CD-ROM de 1996.